# Ighram
Ighram (în arabă إغرم) este o comună din provincia Béjaïa, Algeria.
Populația comunei este de 12.387 de locuitori (2008).